# Bombus fervidus
Bombus fervidus là một loài Hymenoptera trong họ Apidae. Loài này được Fabricius mô tả khoa học năm 1798.

## Hình ảnh

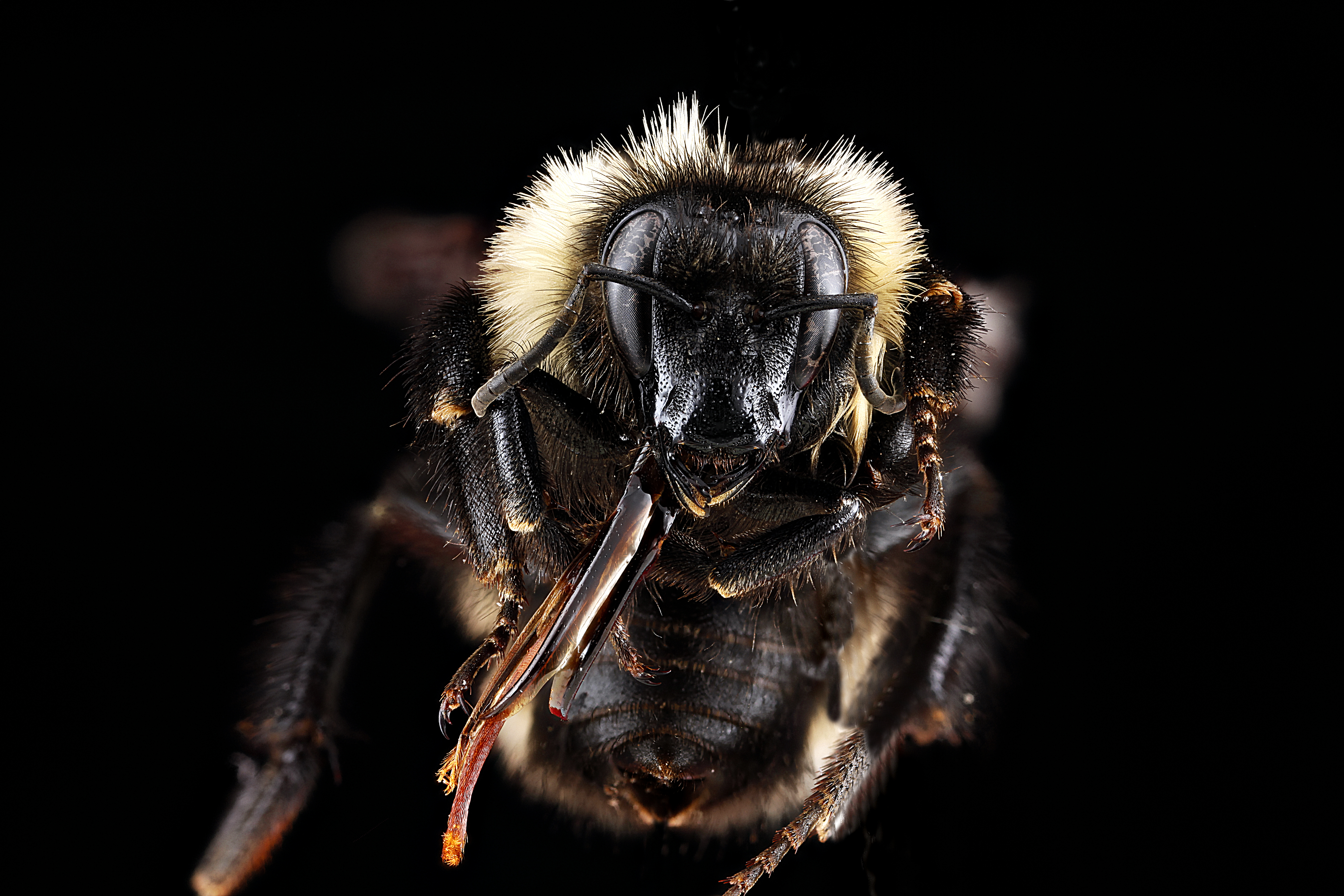
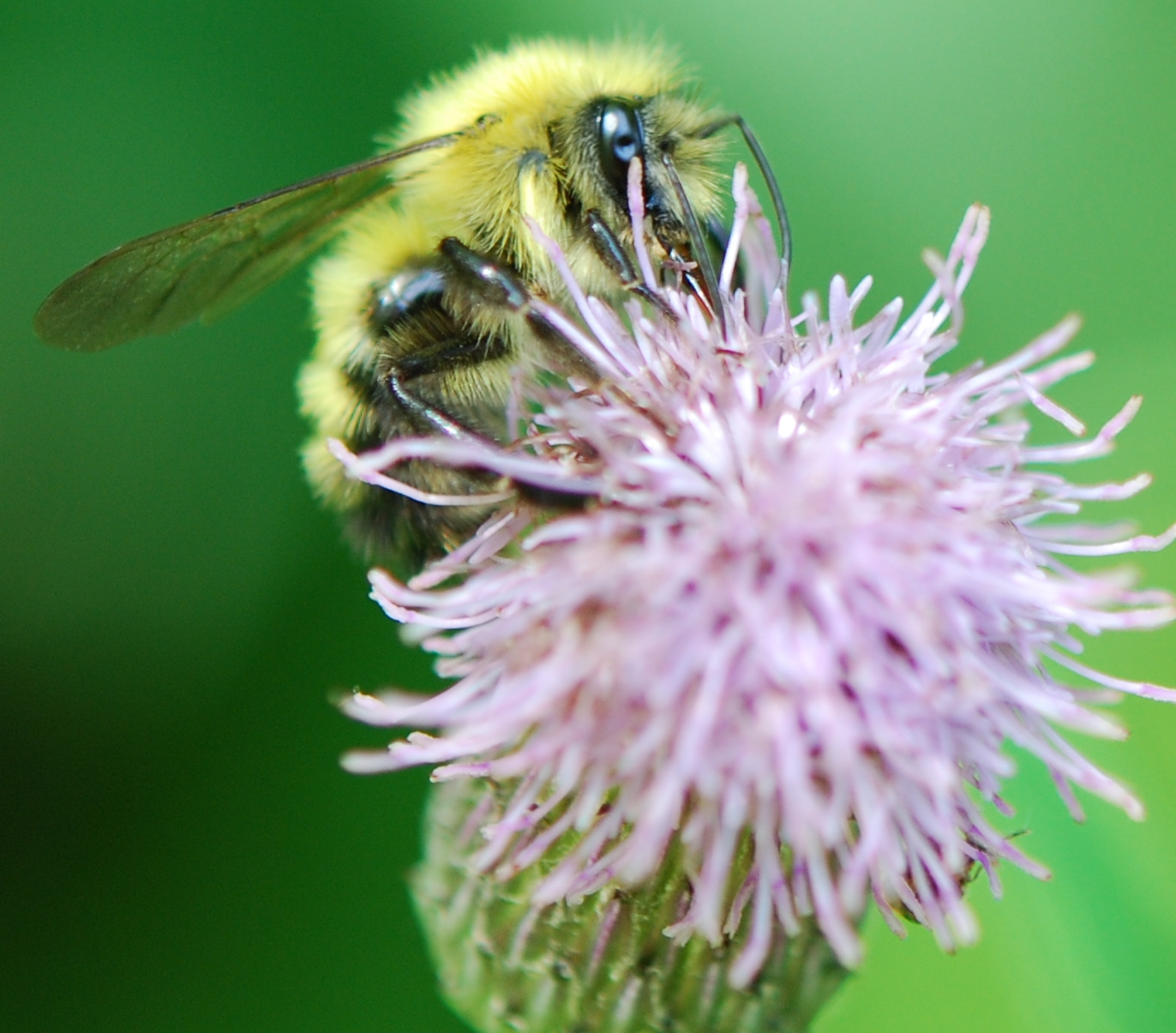